# Fidel Castaño Gil
Artikeln följer den spanska namnseden; faderns efternamn är Castaño och moderns efternamn Gil.
Fidel Antonio Castaño Gil, kallades Rambo, född 8 augusti 1951 i Amalfi i Antioquia, död 6 januari 1994 i San Pedro de Urabá i Antioquia, var en colombiansk paramilitär och narkotikasmugglare.
1977 kom han i kontakt med Medellínkartellen och dess ledare Pablo Escobar och blev involverad i narkotikasmuggling, det varade dock bara några få år innan han avslutade sitt samarbete med Escobar. Han flyttade till Europa och höll på med konsthandel. På tidigt 1980-tal flyttade han hem till Colombia efter att hans far hade blivit mördad av den marxist-leninistiska gerillarörelsen Farc 1981. Han delgrundade tillsammans med sin ena bror Carlos Castaño Gil den högerorienterade paramilitära organisationen Autodefensas Campesinas de Córdoba y Urabá (ACCU) och började samarbeta med Escobar igen men det skar sig med Escobar i ett senare skede. En annan bror Vicente Castaño Gil anslöt sig till ACCU. Senare under 1980-talet kom han även kontakt med honduranen Juan Matta-Ballesteros, som senare skulle bli den som öppnade upp narkotikasmugglingen mellan Colombia och USA via Mexiko. På tidigt 1990-tal blev han ledare, tillsammans med brodern Carlos och Diego Murillo Bejarano, över den av Calikartellen finansierade dödspatrullen Los Pepes som skulle slå ut Medellínkartellen och Escobar, dödspatrullen upplöstes efter att det colombianska nationella polisens specialstyrka Bloque de Búsqueda dödade Escobar i december 1993.
1994 försvann han spårlöst och hans kvarlevor återfanns 2013 när en före detta paramilitär vid namn Jesús Roldán erkände att han mördat Fidel Castano Gil på order av yngre brodern Carlos på grund av kärlekstrubbel mellan bröderna. Roldán hade redan tidigare erkänt att han även hade mördat Carlos på order av den tredje brodern Vicente, på grund av oegentligheter mellan denne och övriga ledarskikt inom AUC rörande deras inkomster via kokainförsäljning. 2006 försvann Vicente och Roldán hävdade 2013 att brodern blev mördad året efter att han försvann,, dock är det inte bekräftat från myndighetshåll.